# 近緣真亮羽水蚤
近緣真亮羽水蚤（学名：Euaugaptilus affinis）为亮羽水蚤科真亮羽水蚤屬下的一个种。